# 10646 Machielalberts
A 10646 Machielalberts (ideiglenes jelöléssel 2077 P-L) a Naprendszer kisbolygóövében található aszteroida. Cornelis Johannes van Houten,  Ingrid van Houten-Groeneveld és Tom Gehrels fedezte fel 1960. szeptember 26-án.